# Pommera
Pommera ist eine französische Gemeinde mit 308 Einwohnern (Stand: 1. Januar 2022) im Département Pas-de-Calais in der Region Hauts-de-France. Die Gemeinde gehört zum Arrondissement Arras und zum Avesnes-le-Comte (bis 2015: Kanton Pas-en-Artois). 

## Geographie
Pommera liegt etwa 25 Kilometer südsüdwestlich des Stadtzentrums von Arras. Umgeben wird Pommera von den Nachbargemeinden Lucheux im Norden, Mondicourt im Osten, Pas-en-Artois im Südosten, Hébuterne im Süden, Famechon im Süden, Orville im Südwesten sowie Halloy im Westen.

## Bevölkerungsentwicklung
| Jahr                      | 1962 | 1968 | 1975 | 1982 | 1990 | 1999 | 2006 | 2013 |
| ------------------------- | ---- | ---- | ---- | ---- | ---- | ---- | ---- | ---- |
| Einwohner                 | 303  | 293  | 277  | 260  | 238  | 245  | 284  | 323  |
| Quelle: Cassini und INSEE |      |      |      |      |      |      |      |      |

## Sehenswürdigkeiten
- Kirche Sainte-Marguerite, 1858 erbaut
- Schloss aus dem 18. Jahrhundert
- Schloss Grena aus dem 18. Jahrhundert

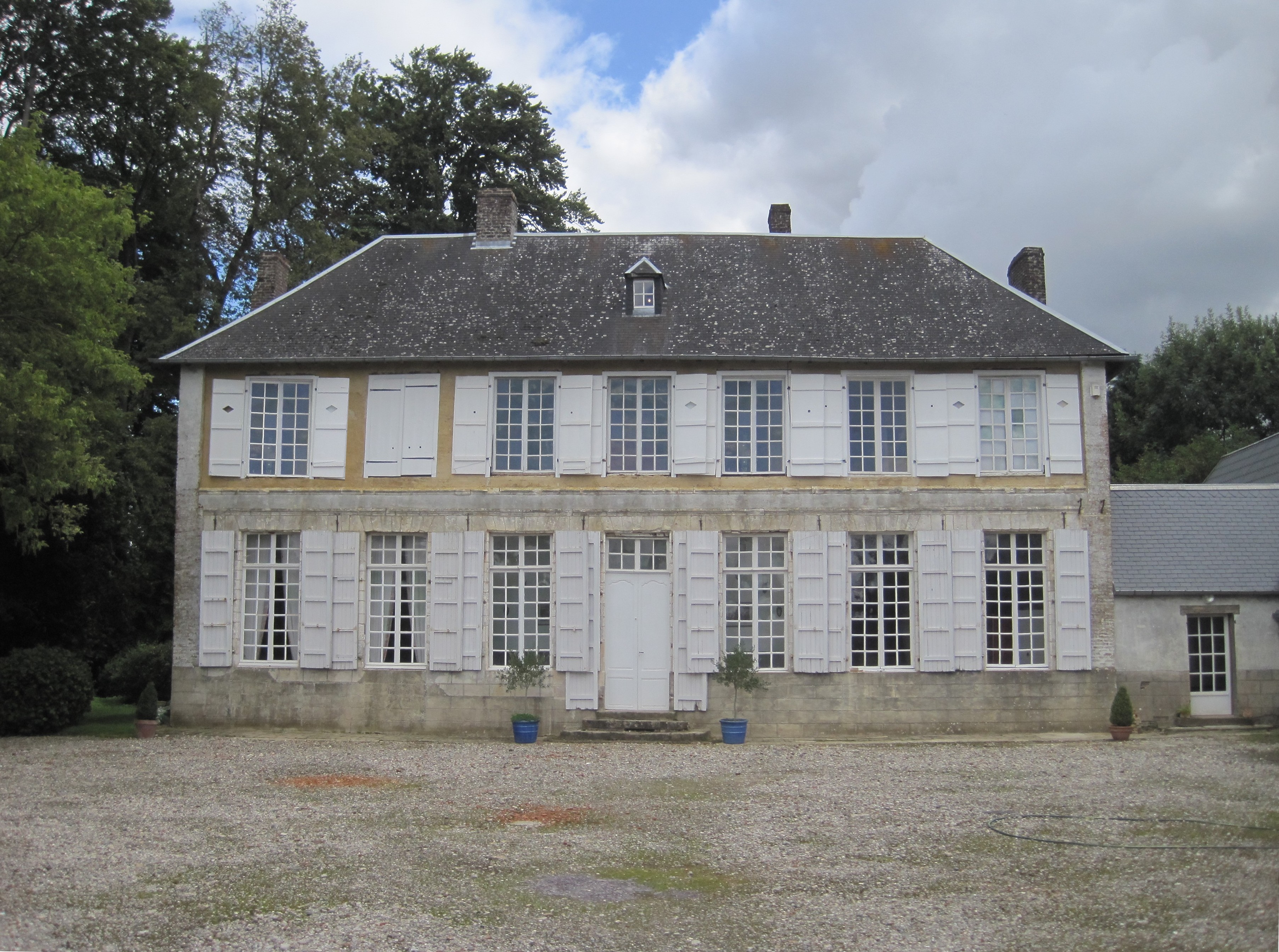
Schloss Pommera

- Kapelle Notre-Dame